# 페테리 오르포
안티 페테리 오르포(핀란드어: Antti Petteri Orpo, 1969년 11월 3일~)는 2023년 6월 20일에 취임한 제47대 핀란드의 총리다. 2016년부터 국민연합당의 대표를 맡고 있다.
2007년부터 의원으로 재직했다. 2017년부터 2019년까지 부총리, 2016년부터 2019년까지 재무장관, 2015년부터 2016년까지 내무장관, 2014년부터 2015년까지 농림장관을 지냈다. 2023년 핀란드 총선 후 과도기 동안 잠시 핀란드 의회의장을 맡았다.
2023년 4월 2일 총선에서 국민연합당이 20.8%의 지지로 48석을 얻어 원내 1당이 됐다. 핀란드인당, 기독교민주당과 연립정부를 구성하여 2023년 6월 20일 총리에 취임했다.

## 정치 경력

### 내무부 장관 (2015년 ~ 2016년)
내무부 장관 시절이던 2015년 이민 문제를 해결함으로서 연정 파트너인 핀인당(반이민 정당)과 야권 성향의 법조인들의 지지를 받았다.

### 재무부 장관 (2016년 ~ 현재)
2016년 5월 오르포는 1개월 후에 열릴 국민연합당 전당대회에 출마하여 알렉산데르 스투브 당시 재무장관에게 도전하겠다고 발표했다. 1차 투표 이후, 3위로 낙선한 엘리나 레포매키(2선 의원) 의원이 오르포 진영에 합류했다. 다중 언어를 사용하고 직설적인 스투브와는 달리, 오르포는 국제 경험은 거의 없으나 신중한 협상가라는 평을 받았다. 결선에서 441,4표를 얻어 361표를 얻은 스투브를 제치고 신임 당대표로 선출되었으며, 이에 따라 스투브를 대신해 새로운 재무장관이 될 것이라고 발표했다. 이후 6월 22일 공식적으로 임명되었다.
2017년 6월, 유하 시필래 총리와 오르포는 핵심적 가치관, 이민관, EU 정책 등의 차이를 이유로 또 다른 연정 파트너인 핀인당과 더 이상 협력할 수 없다고 발표했다. 두 사람에게 의료보험 및 지방 정부 개혁은 공공 재정 균형을 유지하는 데 있어서 매우 중요했다. 국내 정치권 밖에서, 오르포는 발디스 돔브로우스키스와 공동으로 유럽 국민당 경제재무부 장관 회의를 대표하며, 유럽 국민당 소속 장관들과 함께 경제·재무 회의를 열고 있다.

## 기타 활동

### 유럽 연합 기구
- 유럽 투자 은행 (EIB) 이사회 당연직위원[8]
- 유럽안정기구 이사회원[9]

### 국제 기구
- 아시아 인프라 투자 은행 (AIIB) 이사회 당연직위원[10]
- 유럽 부흥 개발 은행 (EBRD) 이사회 당연직위원[11]
- 세계은행-IMF 공동 개발 위원회[12]
- 다자간 투자 보증 기구 (MIGA), 세계은행 그룹 이사회 당연직 위원[13]
- 노르딕 투자 은행 (NIB) 이사회 당연직위원[14]
- 세계은행 이사회 당연직위원[15]